# Victor Turner
Victor Turner, britanski antropolog, * 28. maj 1920, Glasgow, Škotska, Združeno kraljestvo; † 18. december 1983, Charlottesville, Virginija, Združene države Amerike.
Njegova prva pomembnejša monografija Schism and Continuity in an African Society obravnava integracijo in cepitev družbe pri ljudstvu Ndembu v Zambiji. Njegova najvplivnejša dela pa so posvečena obredom in pomenom simbolov. Nasprotno kot Lévi-Strauss Turner poudarja polisemičnost oziroma dvoumnost simbolov in pokaže, kako simboli pomagajo k ohranjanju družbe in se istočasno odzivajo na eksistencialne probleme. Med Turnerjevimi študijami obredij je posebno znano njegovo obravnavanje obredov prehoda. Še zlasti je izpostavil liminalno fazo, ki jo ima za odločilno.